# 臺中綠美圖
臺中綠美圖是位於臺灣臺中市西屯區水湳經貿園區中央公園北側的複合式場館園區，結合圖書館與美術館二館共構功能的建築物，為臺灣唯一同類型建築。由臺中市政府興建，完工後將由臺中市立圖書館總館及臺中市立美術館合署使用。
該建築的國際競圖由日本妹島和世和西澤立衛建築師的SANAA事務所與台灣劉培森建築師事務所合作設計案取得首獎，於2019年9月16日動土開工，預定2025年10月試營運，同年12月13日正式啟用。

## 概要
臺中綠美圖原名為臺中城市文化館，因考量實際規劃為市立美術館及圖書館，為避免與文化中心及地方文化館混淆，並結合基地周邊森林公園意象，重新命名為「臺中綠美圖」，原計畫於2020年12月完工啟用，因設計變更後重新招標，將延後於2025年完工啟用
建築基地位於黎明路三段以南、中科路以西、水湳經貿園區臺中中央公園的北端，北臨台中國際會展中心和水湳轉運中心，基地面積約2.6公頃，由日本建築師妹島和世與西澤立衛成立的SANAA聯合建築師事務所，以及國內劉培森建築師事務所共同合作進行設計。

## 空間規劃

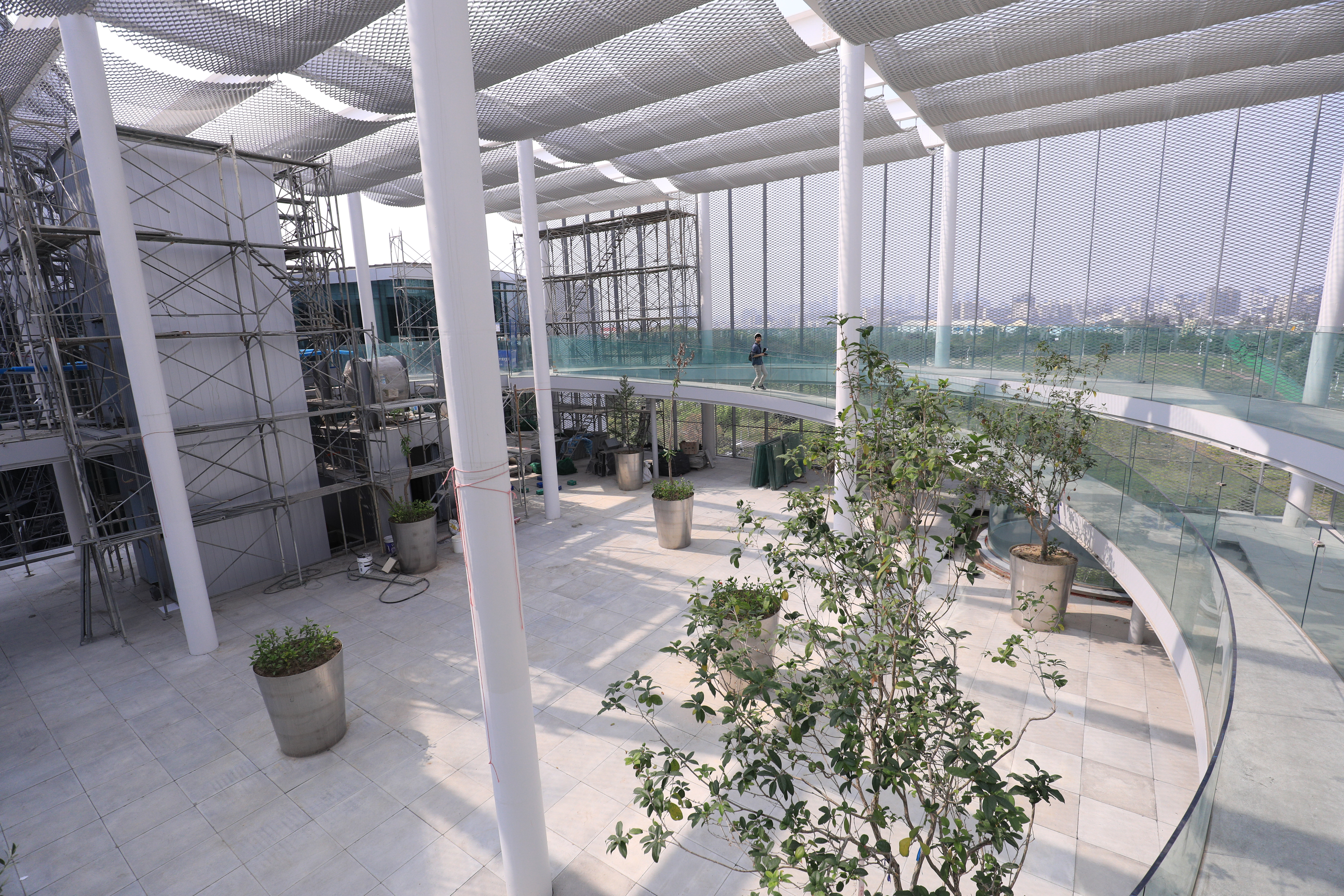
文化之森

綠美圖由8棟建築組成，包括臺中市立圖書館新總館和臺中市立美術館，總樓地板面積約58,000平方公尺，空間規劃包含1棟行政棟、3棟美術館、4棟圖書館。不同空間量體間彼此互相連結，滿足多元空間使用需求。建築內部多採用挑高之設計，創造舒適的展覽及閱覽空間。半戶外的主要入口設於雙館中央，歡迎訪客從各個方向進入，外牆以烤漆鋼鈑、玻璃及陽極氧化鋁擴張網營造建築體的穿透性與流動感，內部空間彼此交錯展現流通感。圖書館與美術館各自獨立又相互連結，以群聚的建築物提供適宜藝文活動及閱讀氛圍的場域。並抬高部分建築量體，自然風可自由穿越吹過，消除建築與環境的邊界，呈現「公園中的圖書館，森林中的美術館」之概念。

### 美術館

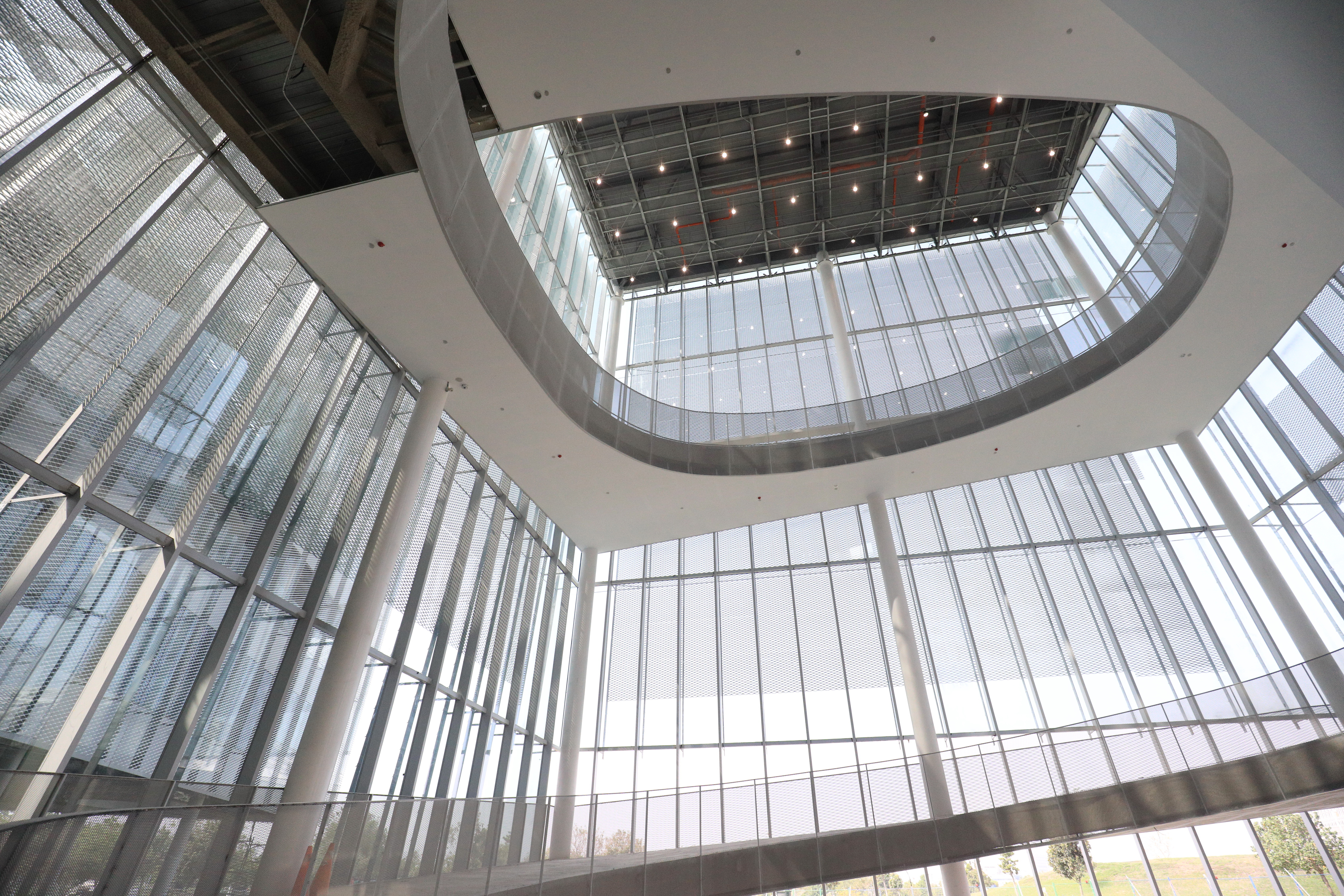
美術館大廳

美術館總樓地板面積為27,528平方公尺，包含展示、典藏及教育推廣空間。其中規劃7個展覽空間，因每個展間之面積、高度及採光均有其特色；不會受展間條件之限制並能藉以呈現多元藝術創作媒材，並提供實驗展、新銳藝術家展示及跨域合作的平台。

### 圖書館
市立圖書館總館總樓地板面積為30,472平方公尺，透過擅長的玻璃外牆等素材營造八棟建築體的穿透性與流動感來呈現「公園中的圖書館，森林中的美術館」之概念。等區域。

## 外部連結
- 臺中都市發展願景 （页面存档备份，存于）
- 「臺中城市文化館」國際競圖
- 臺中綠美圖新建工程